# Veteranflottiljen-Föreningen Mtb-veteraner
Veteranflottiljen - Föreningen Mtb-veteraner bildades 1987 som Föreningen Mtb-veteraner av ett antal entusiaster med Lennart Segerström i spetsen för att stötta den ”återuppståndna” motortorpedbåten T26. Snart tillkom även T46, som då ägdes av H M Konungen.

## Historik
År 2009 ombildades föreningen till Veteranflottiljen – Föreningen Mtb-Veteraner för att återspegla att föreningen numera samlar andra typer av örlogsfartyg, förutom motortorpedbåtar. Föreningen har idag drygt 500 medlemmar med H.M. Konungen som hedersmedlem. Alla som har ett allmänt intresse av gamla örlogsfartyg, och inte bara tidigare tjänstgörande personal, är välkomna som medlemmar.

## Ingående fartyg
Fartygen som numera direkt eller indirekt ingår i veteranflottiljen är:

- Motortorpedbåten T26
- Motortorpedbåten T38
- Motortorpedbåten T46
- Motortorpedbåten T56
- Ytattackfartyget T121 Spica
- Robotbåten R142 Ystad
- Dyk- och minfartyget A213 Nordanö
- Minsveparen M20
- Motorbåten M/Y Triton
- Bogserbåten 49 Sprängaren
- Försöksfartyget Smyge
- Motorslupen Moses
- Stridsbåt 90E nr 127
- Vedettbåten V150 Jägaren
- Patrullbåten P 151 Hugin